# 南福岡自動車学校
株式会社南福岡自動車学校（みなみふくおかじどうしゃがっこう）は、福岡県大野城市に本社を置く自動車教習所を運営する企業。愛称はミナミ。

## 沿革
- 1956年：現社長の江上喜朗の祖父が創業（福岡市博多区千鳥橋付近）[2]。
- 1960年に現在地（大野城市）へ移転。
- 2011年：江上喜朗が社長就任。新しい評価制度や社長自身が「かめライダー」に扮するなど運営改革に取り組むが、反発もあり当初3年間で100人いた社員のうち47人が退職する。その後も社員との人間関係の構築や授業内容の工夫、CGアニメーションの「DON!DON!ドライブ」を開始するなど、改革が浸透し合格率が伸びていった。

## 取得免許
- 大型自動車
- 中型自動車
- 準中型自動車
- 普通自動車第一種・第二種
- 大型自動二輪車
- 普通自動二輪車

### その他
ドローン基礎講習

## 教習車種
大型車
- いすゞ ギガ（いわゆるダブルキャブ仕様ではない）

中型車
- いすゞ フォワード（同上）

普通車
- マツダ アクセラ（初代:オレンジ色）
- ホンダ アコード（6代目。高齢者教習向け）
- ホンダ ステップワゴン（初代。ペーパードライバー講習向け）
- トヨタ・カローラ
- メルセデス ベンツ（W204型C200:高速教習用:黒色）
- BMW（E90型320i:高速教習用:黒色）

普通二種
- マツダ・アクセラ

大型二輪
- ホンダ NC750L
- ホンダ CB750

普通二輪
- ホンダ CB400 SUPER FOUR
- ホンダ シルバーウイング400
- ホンダ CB125T（小型限定）
- ホンダ CB125F（小型限定）
- ホンダ スペイシー125（AT小型限定）

## アクセス
- JR鹿児島本線水城駅側玄関前
- 西鉄天神大牟田線下大利駅から徒歩3分

## グループ会社
- 一般社団法人安全運転推進協会
- 株式会社つなぐっと